# 7e cérémonie des Utah Film Critics Association Awards
La 7e cérémonie des Utah Film Critics Association Awards, décernés par la Utah Film Critics Association, a eu lieu le 20 décembre 2011, et a récompensé les films réalisés dans l'année.

## Palmarès

### Meilleur film
- Drive
  - The Artist

### Meilleur réalisateur
- Michel Hazanavicius pour The Artist
  - Nicolas Winding Refn pour Drive

### Meilleur acteur
- Joseph Gordon-Levitt pour le rôle d'Adam Lerner dans 50/50
  - Jean Dujardin pour le rôle de George Valentin dans The Artist

### Meilleure actrice
- Michelle Williams pour le rôle de Marilyn Monroe dans My Week with Marilyn
  - Rooney Mara pour le rôle de Lisbeth Salander dans Millénium, les hommes qui n'aimaient pas les femmes (The Girl with the Dragon Tattoo)

### Meilleur acteur dans un second rôle
- Albert Brooks pour le rôle de Bernie Rose dans Drive
  - Christopher Plummer pour le rôle de Hal dans Beginners

### Meilleure actrice dans un second rôle
- Amy Ryan pour le rôle de Jackie Flaherty dans Les Winners (Win Win)
  - Vanessa Redgrave pour le rôle de Volumnia dans Coriolanus

### Meilleur scénario original
- 50/50 – Will Reiser
  - Beginners – Mike Mills

### Meilleur scénario adapté
- The Descendants – Alexander Payne, Nat Faxon et Jim Rash
  - Les Muppets, le retour (The Muppets)  – Jason Segel et Nicholas Stoller

### Meilleure photographie
- Drive – Robert Richardson
  - The Tree of Life – Emmanuel Lubezki

### Meilleur film en langue étrangère
- Une séparation (جدایی نادر از سیمین) •  Iran
  - 13 Assassins (十三人の刺客) •  Japon

### Meilleur film d'animation
- Rango
  - Les Aventures de Tintin : Le Secret de La Licorne (The Adventures of Tintin)
  - Kung Fu Panda 2

### Meilleur film documentaire
- Senna
  - Le Projet Nim (Project Nim)